# Double Barrel Falls
Die Double Barrel Falls sind ein Wasserfall bislang nicht ermittelter Fallhöhe im Mount-Aspiring-Nationalpark in der Region Otago auf der Südinsel Neuseelands. Er liegt im Lauf des Double Barrel Creek in den Humboldt Mountains der Neuseeländischen Alpen, der einige hundert Meter hinter dem Wasserfall in nördlicher Fließrichtung in den Route Burn mündet. 
Der Wasserfall ist am Beginn des Routeburn Track linker Hand zu sehen.